# Distrito de Camanti
El distrito de Camanti es uno de los doce que conforman la provincia de Quispicanchi ubicada en el departamento del Cuzco en el Sur del Perú. Limita por el Norte con el departamento de Madre de Dios, por el Este con el departamento de Puno, por el Sur con el distrito de Marcapata y por el Oeste con la provincia de Paucartambo.
Camanti desde el punto de vista jerárquico de la Iglesia católica forma parte de la Vicariato Apostólico de Puerto Maldonado sufragánea de la Arquidiócesis del Cusco.

## Historia
El distrito fue creado mediante Ley del 2 de octubre de 1951, dado en el gobierno del Presidente Manuel A. Odría.

## Geografía
Su capital es el centro poblado de Quincemil situado a 650 m s. n. m.
En este distrito de la Amazonia peruana habita la etnia Harakmbut grupo Amarakaeri.
Este conjunto harakmbut comprende varios pequeños grupos: Amarakaeri, arasaeri, huachipaeri, kisamberi, pukirieri, sapiteri y toyoeri.

## Autoridades

### Municipales
- 2015 - 2018
  - Alcalde: Dante Johel Garate Chambi.
- 2011 - 2014[4]
  - Alcalde: Antonio Mercado Quiñones, del Movimiento Regional Pan.
  - Regidores: Clotilde Silva Quispe (Pan), Jose Dalmecio Vargas Ttito (Pan), Vilma Fernández Fernández (Pan), María Dominga Rivera Sauñe (Pan), Luis Lucich Navarro (Perú Posible).
- 2007 - 2010
  - Alcalde: Mario Samanez Yáñez.

### Religiosas
- Obispo vicario apostólico de Puerto Maldonado
  - 2001- : Excmo. Monseñor Francisco González Hernández.

## Festividades
- Fiesta de la Cruz.
- Virgen de Fátima.
- Santa Rosa de Lima